# Паско Сур (станция метро)
«Паско Сур» (исп. Pasco Sur) — станция-призрак в метрополитене Буэнос-Айреса.
Была частью линии A, до её закрытия в 1953 году. Является одной из двух станций-призраков на линии, вторая — «Альберти Норте».

## История
Первоначально станция была открыта в 1913 году, как одна из первых станций линии A. Станция была необычной для сети в том смысле, что у неё была только одна платформа, обслуживающая только поезда, направляющиеся в Primera Junta (конечная станция в то время), а противоположная платформа располагалась в нескольких метрах на станции Pasco .
Учитывая близость к южной платформе «Альберти» (всего в 124 метрах), обе станции «Паско Сур» и «Альберти Норте» были закрыты в 1953 году с целью повышения частоты движения линии, поскольку близость станций в этой части линии означала, что поезда никогда не могли разогнаться до полной скорости, прежде чем им снова приходилось останавливаться.
Некоторые теории утверждают, что эта станция была закрыта в результате разрушения и пожара здания, расположенного над станцией, которое в то время было штаб-квартирой Аргентинской социалистической партии. Однако неясно, в какой степени это могло повлиять на закрытие станции, если вообще повлияло. После закрытия станции пассажиры могли видеть неизмененную станцию в течение многих лет из поездов линии.
В отличие от станции «Альберти Норте», которая была преобразована в электрическую подстанцию, станция «Паско Сур» в основном сохранила свое первоначальное состояние, её турникеты, вывески и билетные кассы все ещё нетронуты, и пассажиры иногда могут их видеть, когда на станции иногда включают свет.

## Городские мифы
Вокруг станции ходит множество городских мифов. Самый популярный из них гласит, что женщина, подавленная тем, что её бросил парень, бросилась на рельсы на станции, покончив с собой, в то время как другая версия того же мифа утверждает, что её родители заставили её выйти замуж за человека, которого она не любила, и она покончила с собой таким же образом. Это один из старейших городских мифов, связанных с метрополитеном, и его поддерживает наличие таинственного белого креста в туннеле около станции.